# Assistance maternelle de Montréal
L’Assistance maternelle (AM) de Montréal est un organisme catholique créé en 1912 par Caroline Leclerc-Hamilton. Celle-ci avait pour but de donner une assistance et une aide médicale gratuite aux femmes enceintes pauvres de la ville de Montréal. 
L’AM voulait également revaloriser le rôle de mère au foyer dans les milieux les plus appauvris.

## À propos de la fondatrice
Caroline Leclerc-Hamilton est née à Montréal le 5 octobre 1857. En 1901, elle fonde la première goutte de lait francophone. Elle collabore par la suite avec Marie Gérin-Lajoie et Caroline Béïque à la création de la Fédération nationale Saint-Jean-Baptiste. En 1912, elle fonde l’Assistance maternelle de Montréal (son organisme le plus connu). Elle est décorée par le pape en 1927 et on la nomme Officière de l’Empire britannique en 1934. Elle décède en novembre 1945.

## Histoire

### Fondation (1912-1930)
Cet organisme, composé principalement de bourgeoises montréalaises, voulait au départ lutter contre la mortalité infantile qui affectait les Canadiens français de l’époque. L’AM, dans une idée féministe et maternaliste (l’idée d’une protection maternelle nécessaire), souhaitait que les mères soient solidaires entre elles. Au départ, pour les fondatrices, outre le fait de sauver des bébés, il fallait inculquer aux femmes ouvrières l’amour du foyer et de valoriser de nouveau le rôle de mère. De ce fait, la mère protégerait mieux la vie de l’enfant en réalisant une prévention plus importante.
Au début de la création de l’organisme, les dirigeantes créèrent un premier comité appelé le comité central. Ce comité amena également à la création de comités paroissiaux (huit en 1914 et trente-huit en 1936), comités composés de femmes de la classe aisée et de la classe moyenne. Les comités paroissiaux devaient prendre en charge les femmes des paroisses tandis que le comité central prenait en charge certains services médicaux pour l’ensemble du système. Dans le cas où une patiente avait besoin de l’aide de l’Assistance maternelle, des bénévoles (des femmes) se rendaient sur place pour faire un état des lieux, soit évaluer le niveau de pauvreté de la famille. Cette première visite servait également à vérifier que la femme en question n’était pas une concubine, une mère célibataire ou encore une mère non mariée. Ces femmes avaient transgressé les règles de l’Église et ne pouvaient se faire aider (l’organisme étant catholique et accepté par l’Église). Si la mère se révélait pauvre et mariée, l’AM lui fournissait divers articles pour lui venir en aide (layette pour le bébé, des provisions, etc.). Durant les visites, les bénévoles inculquaient à ces femmes pauvres des notions d’hygiène, de cuisine, de couture, etc. Après l’accouchement, les bénévoles s’occupaient également de la mère et de l’enfant. Elles possédaient donc plusieurs rôles : bienfaitrice, infirmière, travailleuse sociale, etc.
L’aide apportée fut également complétée par celle des médecins, où ceux-ci permettaient des accouchements en sécurité (le fait d’accoucher dans des conditions non sécuritaires étant considéré à l’époque comme une cause de la mortalité infantile). En 1914, l’AM créa un hospice où les femmes de toutes les paroisses pouvaient obtenir des consultations médicales gratuites et recevoir des médicaments. En 1922, l’AM créa un hôpital pour accueillir des femmes veuves ou s’ayant fait quitter par leur mari et prodiguer des soins qui ne pouvaient être donnés au domicile de la patiente. Cet hôpital ferma ses portes en 1931 à la suite de divers problèmes financiers, mais l’Assistance maternelle continua malgré tout son travail d’accouchement à domicile. Pour en ce qui concerne les médecins engagés dans l’organisme, ils n’avaient aucun pouvoir (ne siégeant pas au conseil). Ils recevaient un salaire et les horaires de travail étaient décidés par les femmes dirigeantes. Les bénévoles avaient aussi pour tâche de surveiller et d’inspecter si les soins qui étaient prodigués par les médecins respectaient une certaine qualité. Les dirigeantes de l’AM gardaient donc un pouvoir majeur jusqu’au début des années 1930.
À cette époque, l’AM avait peu d’infirmières diplômées dans son organisme et la première fut engagée en 1923. En 1927, l’AM ne comptait que cinq gardes-malades, dont deux possédant un diplôme. Les bénévoles n’avaient donc pas, dans la majorité des cas, un diplôme. Ces personnes avaient malgré tout comme tâche principale de prendre en charge des femmes avant et après leur accouchement. À la fin des années 1920, l’organisme avait secouru entre 500 et 1 000 mères par année. Grâce à cette importante aide, l’AM obtenait des subventions du gouvernement provincial et des gouvernements municipaux ainsi que des dons de charité.

### Transfert du pouvoir (1930-1940)
Les rôles des dirigeantes et des postes de directions changèrent drastiquement au début des années 1930. En raison du krach boursier de 1929 et de la crise économique qui suivit, le niveau de pauvreté n’avait fait qu’augmenter au Québec et l’Assistance maternelle termina par une augmentation à 4 000 mères aidées par année. Puisque les subventions restaient stables et que l’organisme devait répondre à cette nouvelle clientèle, l’AM décidad’adhérer à la Fédération des œuvres de charité canadiennes-françaises (FOCCF) fondée en 1932. Cet organisme, dirigé par des hommes canadiens-français, possédait un objectif principal : le financement (en particulier celui d’aider avant tout les organismes luttant contre la pauvreté). Cet organisme consistait ainsi à récolter des fonds et de les redistribuer. Cependant, la FOCCF demandait des normes spécifiques aux organismes aidés. Par exemple, pour l’AM, la FOCCF considérait qu’elle était à vocation médicale et que les professionnels devaient donc avoir une plus grande place dans l’organisme. Cela mena à la création d’un « Bureau médical » composé de trois médecins qui organisaient le travail du personnel de santé employé par l’AM. Le nouveau conseil décida notamment que les aides-maternelles en poste conserveraient leur emploi après une évaluation et que les nouvelles recrues qui seraient engagées devaient absolument avoir un diplôme. En 1935, les bénévoles devaient conseiller à toutes les mères, et plus uniquement les femmes vivant dans la pauvreté, à s’enregistrer auprès de l’Assistance maternelle. En 1937, un programme dirigé par des infirmières de visites prénatales et postnatales était prêt.
Les médecins ont donc de plus en plus acquis du pouvoir sans pour autant attirer le mécontentement des dirigeantes de l’AM qui se préoccupaient avant tout du bien être des femmes. Au niveau des bénévoles, ces femmes avaient trouvé leur champ d’action réduit. À partir des années 1940, les infirmières prirent de plus en plus leurs missions, comme le référencement à d’autres organismes si une aide spécialisée était nécessaire. Le pourcentage de tâches qu’effectuaient les bénévoles était donc passé entre 1936 à 1950 de 13 % à 2 %, montrant de plus en plus la professionnalisation de l’Assistance maternelle. On peut observer une certaine émancipation de ces femmes, considérées comme non aptes à soigner les mères puisqu’elles n’appartenaient pas au corps médical.

### Déclin (1940-1960)
La Seconde Guerre mondiale, en stimulant de nouveau l’économie, permit d’apporter de nouvelles politiques sociales universelles au Canada et amenait de ce fait la baisse de la mortalité infantile. De plus, le système d’hospitalisation s’institutionnalisait de plus en plus, amenant les femmes à accoucher majoritairement dans les hôpitaux,. L’Assistance maternelle se retrouvait donc à perdre sa clientèle, mais également à faire valoir des mentalités qui ne représentaient plus celles de l’époque (comme l’accouchement au foyer). L’AM fit valoir notamment l’argument que les femmes, si elles accouchaient à domicile, pouvaient choisir le médecin ou l’infirmière qui serait présent, garder l’intimité avec l’époux et éviter des problèmes dans le foyer qui pourraient être causés par l’absence de la mère. Cependant, cette mentalité n’étant plus celle courante, la FOCCF décida en 1955 de faire une enquête pour savoir si l’organisme avait encore une utilité. Cette enquête révéla que 95 % des accouchements étaient maintenant réalisés dans les hôpitaux. La FOCCF proposa à l’époque de fusionner l’AM avec la SIV, ce que l’Assistance maternelle refusa. La SIV était la Société des infirmières visiteuses. Le rôle de cette infirmière était de notamment quitter le milieu hospitalier pour directement amener des soins auprès des personnes dans leur foyer. L’Assistance maternelle continua son activité pendant quelque temps pour y mettre fin vers la fin de l’année 1960 (la FOCCF avait cessé de complètement financer l’entreprise en raison du nouveau programme d’hospitalisation qui couvrait maintenant l’entièreté de la population québécoise, incluant les femmes pauvres).

## L'Assistance maternelle et le féminisme maternaliste
L’organisme était dans une idée de « féminisme maternaliste », qui était « l’une des formes les plus courantes de légitimation de l’action féminine » à l’époque. Au Québec, le maternalisme est né pendant que l’Église catholique contrôlait la plupart des organismes de santé. Elle justifiait notamment sa suprématie par le fait qu’elle protégeait la nation canadienne-française contre les anglo-protestants présents dans le reste du Canada. L’AM est donc née dans un contexte très conservateur. Si cet organisme avait réussi à se mettre en place et à prendre autant d’importance, c’est en particulier parce que les femmes qui la composaient étaient très catholiques. Elles voulaient lutter contre la mortalité infantile et elles ne souhaitaient pas acquérir de nouveaux droits (contrairement à la plupart des mouvements maternalistes de l’époque),,.